# 比耶尔地区
比耶尔地区（法語：Pays de Bière，法語發音：[pe.i də bjɛʁ]）是法国法蘭西島大區塞纳-马恩省西南部的一个传统地区。 
该地区构成了加蒂奈的东北部。其北部和西部以埃科勒河为界，东临塞纳河，南至枫丹白露森林。

## 地名
“Bière”来自晚期拉丁语“beria”，意为“平原”或“旷野”；古法语“berrie”亦源自此，意思相同。

## 市镇
下列几个市镇名称中含有“比耶尔”（Bière）： 
- 比耶尔地区塞利（Cély-en-Bière）
- 比耶尔地区沙伊（Chailly-en-Bière）
- 比耶尔地区弗勒里（Fleury-en-Bière）
- 比耶尔地区圣马丹（Saint-Martin-en-Bière）
- 比耶尔地区维利耶（Villiers-en-Bière）